# Roman Hovenbitzer
Roman Hovenbitzer (geb. 27. Juni 1972 in Düsseldorf) ist ein deutscher Musiktheaterregisseur.

## Leben
Roman Hovenbitzer absolvierte 1992 bis 1996 ein Studium der Musiktheaterregie an der Hochschule für Musik und Theater Hamburg bei Götz Friedrich. Während seines Studiums führten ihn Assistenzen und Hospitanzen an De Nederlandse Opera Amsterdam, die Deutsche Oper Berlin, die Deutsche Oper am Rhein Düsseldorf/Duisburg und die Hamburgische Staatsoper. Er arbeitete dort mit den Regisseuren Willy Decker, Götz Friedrich, Kurt Horres und Harry Kupfer. Am Staatstheater Kassel war er von 1996 bis 1999 als Regieassistent und Regisseur engagiert. Seit 1999 arbeitet er als freischaffender Regisseur und seit 2014 auch als Hochschullehrer.
Er führte Regie bei den Uraufführungen von Helle Nächte (revidierte Fassung) von Moritz Eggert (Theater Hagen, 2006), Tschick von Ludger Vollmer (Theater Hagen, 2017), der europäischen Erstaufführung von David T. Littles JFK (Staatstheater Augsburg, 2019) und der deutschen Erstaufführung von Jules Massenets Esclarmonde (Anhaltisches Theater Dessau, 2013).Von 2014 bis 2016 hatte er eine Gastprofessur für Musiktheater an der Kunstuniversität Graz. 2018 und 2019 unterrichtete er im Lehrauftrag an der Hochschule für Musik und Tanz Köln. 2019–2021 übernahm er die Vertretungsprofessur für Opernregie/Szenenstudium und die Leitung der Opernschule an der Hochschule für Musik Franz Liszt Weimar. Seit Herbst 2021 verwaltet er an der Hochschule für Musik, Theater und Medien Hannover die Professur für Opernregie.

## Weitere Inszenierungen (Auswahl)
- 1999 Hänsel und Gretel von Engelbert Humperdinck (Teatro Castro Alves Salvador de Bahia/Brasilien)
- 2000 Die verkaufte Braut von Bedrich Smetana (Oper Dortmund)
- 2001 Die lustigen Weiber von Windsor von Otto Nicolai (Tiroler Landestheater Innsbruck)
- 2002 Andrea Chénier von Umberto Giordano (Oper Dortmund)
- 2003 La Bohème von Ruggero Leoncavallo (Staatsoper Prag)
- 2003 La Bohème von Giacomo Puccini (Staatsoper Prag)
- 2004 Der Messias von Georg Friedrich Händel (Staatstheater Braunschweig, zusammen mit dem Choreographen Hans Henning Paar)
- 2004 Pique Dame von Peter I. Tschaikowsky (Staatsoper Prag)
- 2005 Manon Lescaut von Giacomo Puccini (Aalto-Theater Essen)
- 2005 Kleider machen Leute von Alexander Zemlinsky (Theater Hagen)
- 2006 Der kleine Mozart von Barbara Hass/Roman Hovenbitzer (Allee-Theater Hamburg, Gastspiele in Peking, Shanghai, Xi’an und Chong-Qing/Volksrepublik China)
- 2007 Dead Man Walking von Jake Heggie (Theater Hagen)
- 2008 Eugen Onegin von Peter I. Tschaikowsky (Theater Pforzheim)
- 2008 A Streetcar Named Desire von André Previn (Theater Hagen)
- 2008 On the Town von Leonard Bernstein (Staatstheater Oldenburg)
- 2010 Die Meistersinger von Nürnberg von Richard Wagner (Theater Kiel)
- 2011 Rusalka von Antonin Dvorak (Theater Kiel)
- 2011 Maria Stuarda von Gaetano Donizetti (Theater Vanemuine Tartu/Estland)
- 2011 Lohengrin von Richard Wagner (Savonlinna-Opernfestspiele)
- 2012 Rigoletto von Giuseppe Verdi (Theater Bielefeld)
- 2013 I Medici von Ruggero Leoncavallo (Theater Erfurt)
- 2014 Ariadne auf Naxos von Richard Strauss (Theater Kiel)
- 2014 Lohengrin von Richard Wagner (Hong Kong Arts Festival)
- 2015 Peter Grimes von Benjamin Britten (Theater Krefeld/Mönchengladbach)
- 2015 Die Zauberflöte von Wolfgang Amadeus Mozart (Kunstuniversität Graz)
- 2016 Jonny spielt auf von Ernst Krenek (Theater Hagen)
- 2016 Lucia di Lammermoor von Gaetano Donizetti (Theater Vanemuine Tartu/Estland)
- 2017 Der Barbier von Bagdad von Peter Cornelius (Stadttheater Gießen)
- 2017 Otello von Giuseppe Verdi (Anhaltisches Theater Dessau)
- 2018 Cendrillon von Jules Massenet (Theater Münster)
- 2018 Nabucco von Giuseppe Verdi (Theater Krefeld/Mönchengladbach)
- 2019 Andrea Chénier von Umberto Giordano (Mecklenburgisches Staatstheater Schwerin)
- 2019 Die Entführung aus dem Serail von Wolfgang Amadeus Mozart (Meininger Staatstheater)
- 2019 Hoffmanns Erzählungen von Jaques Offenbach (Anhaltisches Theater Dessau)
- 2021 Non lasciate mai ogni speranza: Orfeo canta![1] mit Ausschnitten aus Orpheus von Georg Philipp Telemann sowie Liedern von Franz Liszt und Aribert Reimann, Fassung: Roman Hovenbitzer (Hochschule für Musik „Franz Liszt“ Weimar in Kooperation mit dem Theater Erfurt)